# メジナ
メジナ（眼仁奈、目仁奈、学名 Girella punctata ）は、スズキ目・イスズミ科に分類される魚の一種。東アジアの温暖な浅海に分布する海水魚である。体は黒に青が混ざったような色をしており、人気釣り魚の一種である。
釣り人の間では食用や磯釣りの対象魚として人気が高い。「磯竿」と呼ばれる範疇の釣竿は、本種を釣ることを目的として作られるほどである。地方名としてクシロ、クチブト（伊豆）、ヒコヤ、チカイ（北陸）、ツカヤ（丹後）、クロヤ（舞鶴・山口）、クチブト（関西）、グレ、ブレ（関西）、クロンベ( 愛知南部 )、クロアイ（山陰）、クロ（岡山）、クレウオ（枕崎）、クロ（下関・九州各地）、シツオ（鹿児島）、クロメダイなどもある。クロダイと似た地方名が使われることもあるので注意を要する。

## 特徴
成魚は全長60cm以上に達するが、よく漁獲されるのは40cm程までである。体はクロダイなどに似てよく側扁し、体高が高い。体色は青緑色を帯びた灰色で腹部は銀色だが、死ぬと青緑色が薄れ黒みが強くなる。頭部は前方に向けて丸みを帯び、口先はクロダイほどには前に突き出ない。顎には小さく柔らかい櫛状の歯がある。

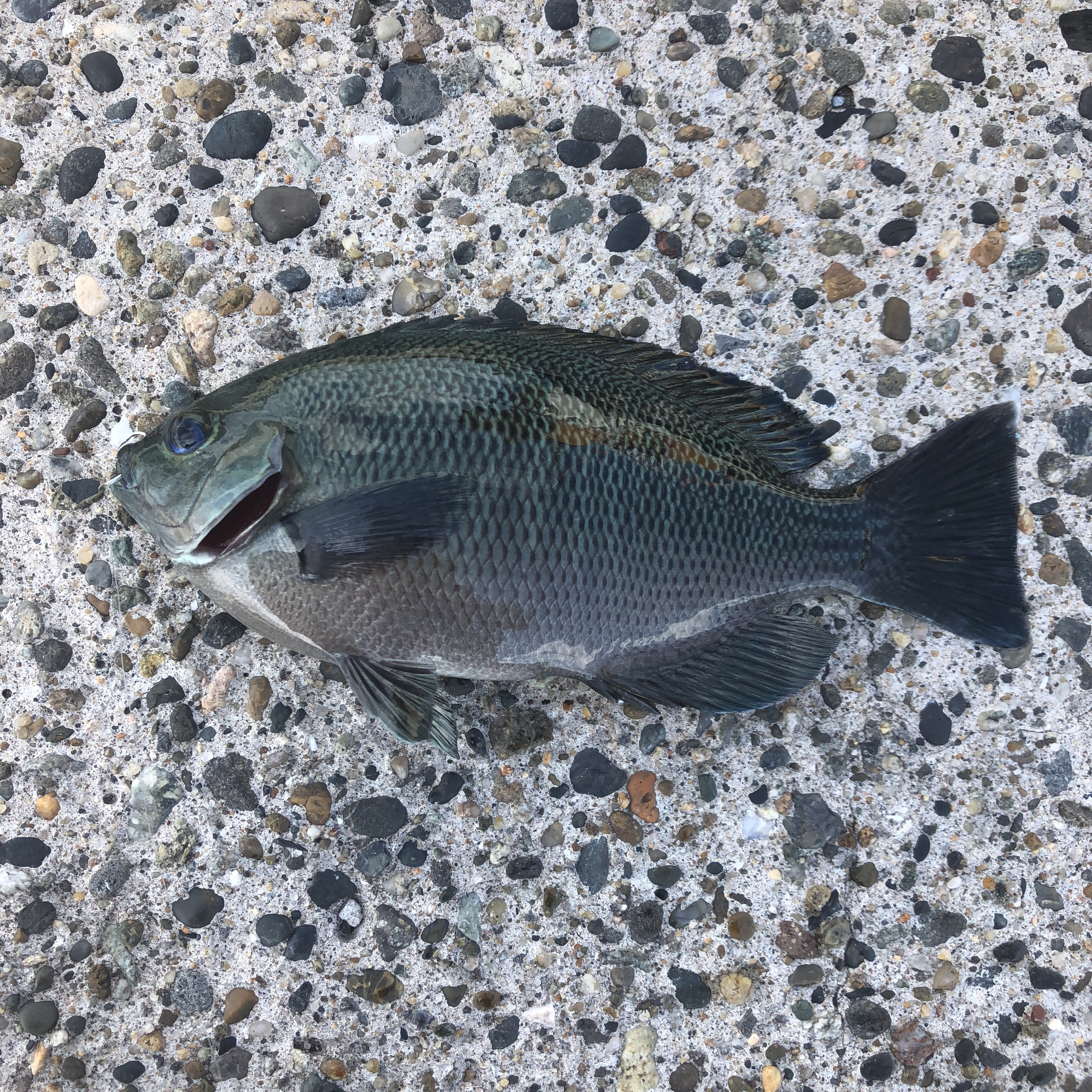
メジナ 2018.9.11 波崎新港

同属種のクロメジナとは、鰓蓋の縁が黒くないこと、鱗の付け根に黒斑があること、尾鰭末端の切れこみがごく浅いことで区別する。同じく同属のオキナメジナとは上唇が薄いこと、若魚に黄色の横帯がないことで区別する。近縁のイスズミ（ゴクラクメジナ）も似ているが、こちらは黄色っぽい細い縦帯が多数ある。

### 生態
北海道南部から台湾までの沿岸域に分布するが、琉球列島では稀である。
成魚は外海に面した浅い海の岩礁地帯に生息する。食性は雑食性で、夏は主に甲殻類、ゴカイなどの小動物を捕食するが、冬は主に海藻を食べ、季節に応じた食性の変化が見られる。釣りの餌として、静岡地方ではミカンを利用する事もある。
産卵期は2-6月で、稚魚は岩礁海岸のタイドプールや流れ藻周辺で見られる。

## 利用
釣りや定置網などの沿岸漁業で漁獲される。夏は身が磯臭いが、冬は主に海草を食べるため磯臭さが薄れ、旬とされる。ただし、磯釣りでオキアミ類が撒き餌として大量に使われるようになり、食性が変化したのか磯臭さがなくなったともいわれる。魚屋やスーパーマーケット等の鮮魚売場で売られる「黒目鯛」はメジナのことである。餌はオキアミや海藻類やゴカイ。

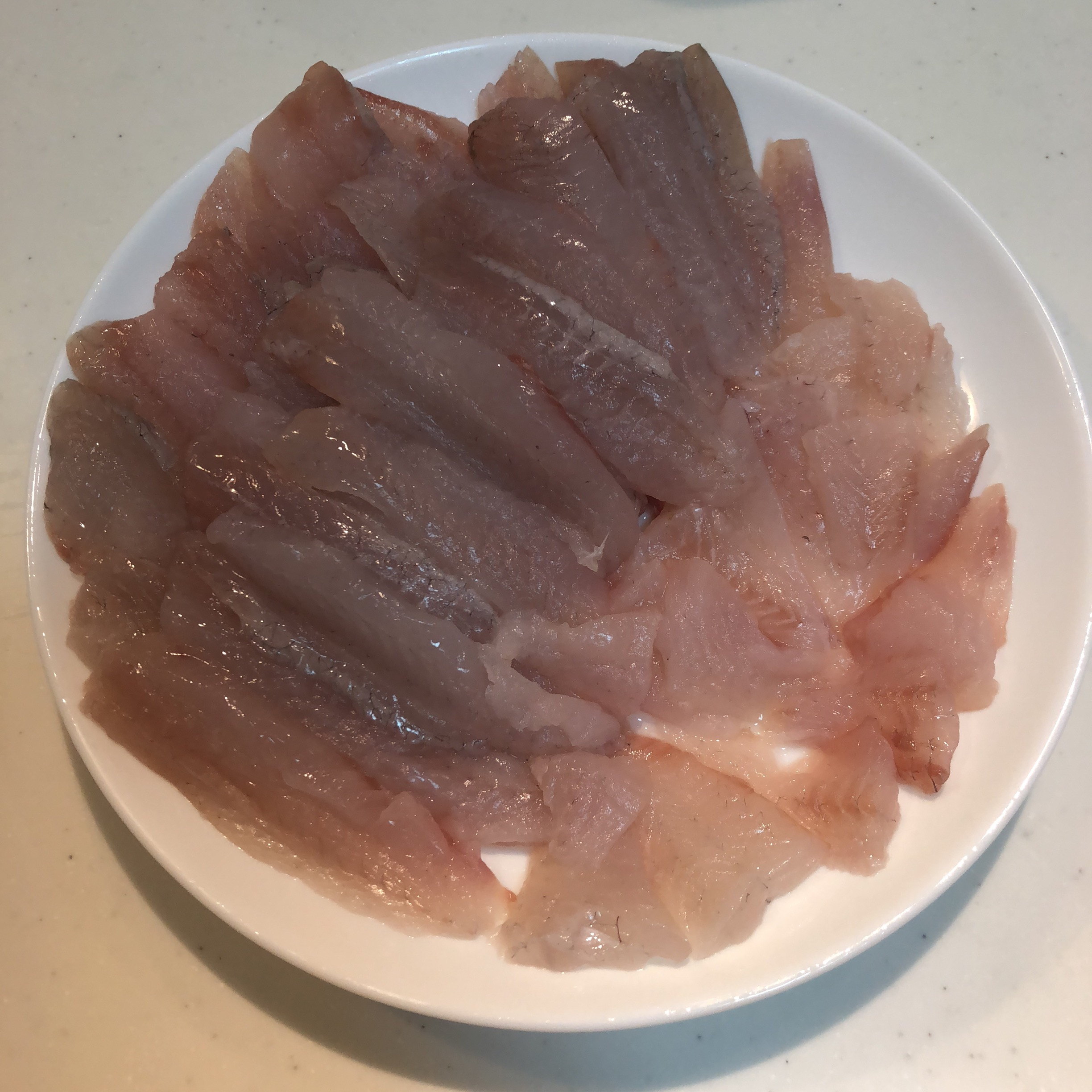
活け〆し一晩チルド熟成したメジナ刺身

冬の新鮮なメジナは癖が無く淡白な白身で、刺身、たたき、カルパッチョ、焼き魚、西京漬、煮付け、唐揚げ、鍋料理など様々な調理ができる。

## 近縁種
日本産メジナ属 Girella は、メジナの他に2種が知られる。

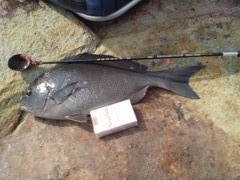
和歌山県白浜町地磯にて釣獲

クロメジナ G. leonina (Richardson,1846)
成魚は全長70cmに達する。鰓蓋の縁が黒いこと、鱗に黒斑がないこと、尾鰭が長くはっきりと二叉し、上下先端が尖ることでメジナと区別できる。相模湾以南の太平洋岸と東シナ海沿岸に分布し、メジナよりも南方系の分布を示す。東日本でオナガメジナ、オナガ、西日本でチャグレ、オナガグレ、オナガグロ、沖縄でクルシチューなどと呼ばれ、メジナと同様に釣りの対象魚として人気が高い。しかし同じサイズでもクロメジナの方が引きが強い。また、近海回遊魚だが、磯に居着く物も多く、その個体は回遊している物より大きいことが多い。また、色も茶色、黄色、青色、紫色がかった個体など、様々。
オキナメジナ G. mezina Jordan et Starks,1907
成魚は全長45cmほど。上唇が厚く、若魚では胴体に一本の黄色横帯が入る点でメジナやクロメジナと区別できる。房総半島以南の太平洋岸と東シナ海に分布する。琉球列島では本種が多く、メジナとクロメジナは少ない。学名の種名"mezina"は日本語に由来する。奄美大島でシチ、沖縄本島でシチュー、伊豆半島ではスカエース、紀州ではウシグレとも呼ばれる。